# 主題曲
主題曲或主題歌，是在電影、電視劇、動畫、話劇等作品中，用來代表作品的主要樂曲或歌曲，不過不一定會在這些作品中播放，如某些電影放置在電影結束後的字幕清單中（如電影《阿凡達》的主題曲《我看見你》即是一個顯著的例子）。有歌词可以演唱的叫做主题歌；无歌词只有曲子，不能演唱的叫做主题曲。
在不同國家上演、播放的作品，有時會由於不同的風俗民情等因素，會另請填詞人以當地語言重新填寫歌詞，並會另請歌手、配音員或其他人士重新演唱。例如歐美地區，幾乎都會把歌曲與歌詞重新改寫，影像則是會和原作品有部分差異。台灣、香港動畫歌曲中，亦有部分歌曲有改唱（使用原曲，以本地語言填詞和主唱）。

## 連續劇類型節目
電視劇、電視動畫和OVA的主題曲，多會分為電視版本（TV Size）和完整版本（Full Size或Original Size）。電視版本的長度約只有1分30秒，在播放时使用。一般收錄在日本動畫原聲集內的也是這個版本。完整版本通常收錄在單曲唱片內、或是動畫劇場版中，也可能用於電台、電視台播放、以及歌手演唱。
在電視劇、動畫裡通常會再區分為片頭曲和片尾曲，電視劇的歌曲有些是專門為該劇創作，歌詞內容與劇情緊密聯繫。動畫方面，有些動畫歌曲是動畫公司自行原創（如《神奇寶貝》、《小魔女Doremi》、《妙廚老爹》等）。有部份則是利用歌手既有歌曲，加以剪裁後，再加上電視劇或動畫畫面（如《名偵探柯南》等）。在開頭、片尾沒有使用歌曲的作品，有的會在劇中加入插曲，亦有完全不使用的情形。动画制作方一般也会发布无制作人员名单的电视版本片头曲或片尾曲，称作“Non-Credit Opening”（无字幕片头）或“Non-Credit Ending”（无字幕片尾），简称“NCOP”或“NCED”。
歌曲部分多半由職業歌手或參與的配音員（動畫）來演唱，某些電視劇也常會由劇中演員主唱主題歌，也有只有樂曲沒有歌的的情形（例如第一季的片頭曲、《神奇寶貝超世代》第三片頭曲、《槍與劍》片頭曲等）。歌詞多半由專業填詞人來填詞。
日本電視動畫經常以每1至2季（1季長度為13集或12集，約是3個月。另有26或25集算法，約是半年。而台灣代理商則以52集為單位）更換一次片頭曲或片尾曲，也有不更換的情形。一些較長的電視劇也會更換片頭曲和片尾曲（例如《大時代》、《天地豪情》、《創世紀》等）。
此外，有部份電視劇、電視動畫或是劇場版可能只有片頭曲或是片尾曲而已。另外，虽然号称“片头曲”、“片尾曲”，实际播出时可能不会在节目开场或结束时播放。部分作品会在播出一部分剧情之后才播出片头曲，也有可能在播出片尾曲之后播出部分剧情，甚至有在片尾播出“片头曲”的情况，如《凉宫春日的忧郁》（2006版第14话、2009版第6话）和《Hello!! 黄金拼图》（第1话，在片尾曲之后播放）。

### 片頭曲
片頭曲（Opening Theme/Song，簡稱OP）是電視劇或電視動畫劇初播放的樂曲、歌曲（但日本動畫和電視劇常在前情提要前或在播放部分正片后）。數目如多於一首歌的，在隨後發行的原聲CD、及動畫資料中會以OP1、OP2或主題曲（片頭曲）一、主題曲（片頭曲）二……等來表示。部份作品的片頭曲裡會顯示原作或編劇、導演、製作、贊助商、片頭曲詞曲歌手等訊息。有些沒有片尾曲的作品，會加上腳本、聲優或演員等（因此有像《ONE PIECE》片頭曲一樣長達2分30秒的）。這些只是常例，依作品會有不同情形，目前一首片頭曲通常會用13～26集（一季到兩季份），超長番的話有可能持續一年。
此外，部分電視公司在播放外購電視劇或動畫時會將其剪片，或是不播出，也有轉為其他歌曲的，但有些還是會原片完全保留以示尊重。例如台灣、香港、美國播出日本動畫過去傾向會將其剪片、不播出、轉為其他歌曲，近期傾向保留，本條目提及動畫都在此之列。

### 片尾曲
片尾曲（Ending Theme/Song，簡稱ED），電視劇、電視動畫中劇末出現（但常在下集預告或是一些特別畫面前，有些時候是直接疊在本片最後一兩秒後開始播放，如機動戰士GUNDAM SEED系列），片尾曲的情況和片頭一樣，也會使用個一季到兩季後就換歌曲，在隨後發行的原聲CD、及動畫資料中會以ED1、ED2或片尾曲一、片尾曲二等來表示。片尾曲的數目通常比片頭曲多。片尾曲中常表示的訊息有演員或配音員、編劇或腳本、電視劇幕後工作人員或動畫原畫及動畫製作人員、相關公司成員、鳴謝機構或人士、片尾曲詞曲歌手等，這些只是常例，依作品會有不同情形。
此外，部分電視公司常將外購電視劇或動畫的片尾曲其剪片，或是不播出，情形較多，但有些還是會原片完全保留以示尊重。

### 插曲
插入曲／插曲／劇中歌（Insert Song，簡稱IN），一般而言指的是在開頭、片尾以外使用的歌曲，亦是主題曲的一種，不含人聲等的樂曲多歸類至背景音樂（BGM）而不稱插曲。

## 電影、舞台戲劇
早期的電影由於片名、演員名單是放在片頭，因此有片頭曲的出現，但是隨著時代改變，現在一開始的片頭通常只會放片名、主要演員和導演（有些甚至只有片名），於是片頭曲已經不常在電影出現，現在比較常見到的情況是隨著影片結束而放片尾曲。

## 參閱
- 动画术语
- 背景音乐
- 電影配樂
- 動畫歌曲